# Piper Aircraft
Piper Aircraft, Inc. is een vliegtuigbouwer gespecialiseerd in kleinere toestellen. Het bedrijf is gevestigd op Vero Beach Municipal Airport in Vero Beach, Florida. Samen met Beechcraft en Cessna wordt Piper gezien als een van de Grote Drie vliegtuigbouwers.
Tussen de oprichting in 1927 en eind 2009 heeft Piper meer dan 144.000 vliegtuigen gebouwd, waarvan er nog meer dan 90.000 vliegen.

## Geschiedenis
Piper werd in 1927 opgericht door de gebroeders Taylor als de Taylor Brothers Aircraft Manufacturing Company in Rochester, New York. Nadat dit bedrijf in 1930 failliet ging, werd deze door de oliehandelaar William T. Piper overgenomen. Aanvankelijk ging het bedrijf verder als de Taylor Aircraft Company. Na verschillende onenigheden tussen Piper en een van de broeders Taylor, kocht Piper deze uit.

## Vliegtuigen
Het bekendste vliegtuig gebouwd door Piper is ongetwijfeld de J-3 Cub. Van dit type vliegtuig werden 19.888 stuks gebouwd. Vele van deze "Cubs" vliegen nog steeds rond.
Een lijst van veelgebouwde en bekende modellen:
- J-3 Cub
- J-5 Cub Cruiser
- PA-12 Super Cruiser
- PA-14 Family Cruiser
- PA-15 & PA-17 Vagabond
- PA-16 Clipper
- PA-18 Super Cub
- PA-20 Pacer
- PA-22 Tri-pacer
- PA-23 Apache & Aztec
- PA-24 Comanche
- PA-25 Pawnee
- PA-28 Cherokee
- PA-28 Warrior
- PA-28R Arrow
- PA-31 Navajo & Cheyenne I
- PA-32R Saratoga
- PA-34 Seneca
- PA-38 Tomahawk
- PA-42 Cheyenne III & IV
- PA-44 Seminole
- PA-46 Malibu & Matrix
- PA-60 Aerostar (Ted Smith Aerostar)